# Монастираки
Монастираки (грч. Μοναστηράκι) је насељено место у општини Места у периферији Источна Македонија и Тракија, Грчка. Према попису из 2021. године било је 163 становника.
Монастираки је 1913. године имао 140 житеља Рома муслимана. Давдесетих година 20. века муслиманско становништво је принудно исељено у Турску а на њихово место су насељене грчке избеглице, којих је на попису из 1928. године било 286. Село се раније звало Решит Беј.